# Lojze Peterle

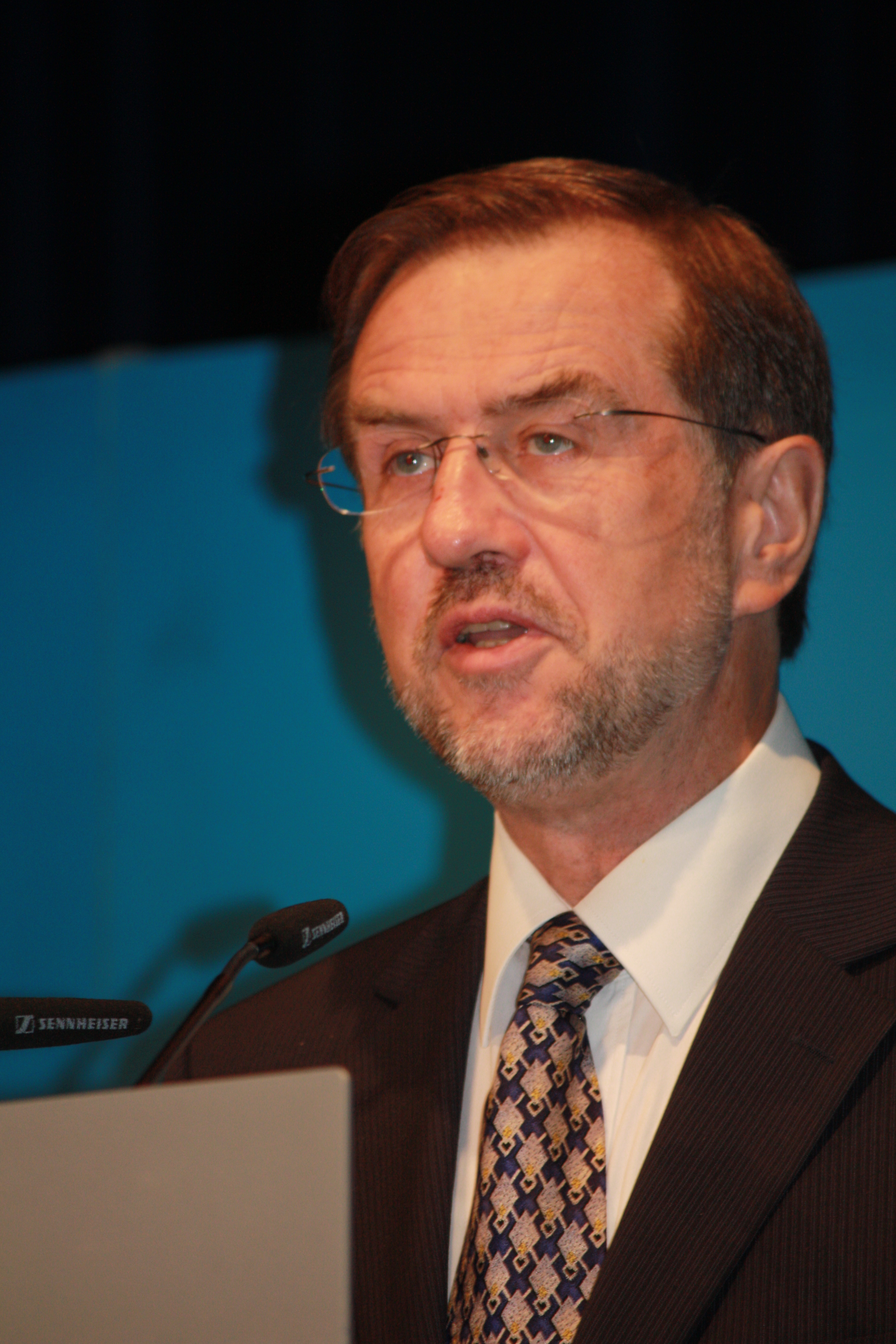
Lojze Peterle

Alojz "Lojze" Peterle (5 de julho de 1948) é um político e diplomata esloveno. É o líder do Partido Democrata Cristão da Eslovénia desde a sua fundação no final da década de 1980 até à fusão com outros partidos em 2000, e foi um dos líderes da independência da Eslovénia por secessão da Jugoslávia.
Peterle tornou-se primeiro-ministro da Eslovénia em maio de 1990 após as legislativas de Abril ganhas pela coligação Demos (que incluía vários partidos de oposição ao comunismo). Em 1991 fez a declaração de independência em relação à Jugoslávia. Foi primeiro-ministro até 1992 quando um novo governo liderado por Janez Drnovšek entrou em funções. Peterle foi ainda ministro dos negócios estrangeiros entre 1993 e 1994. Tensões internas da coligação fizeram com que se demitisse no final de 1994.
Foi outra vez ministro dos negócios estrangeiros no curto governo de Andrej Bajuk de Junho a novembro de 2000.
Peterle foi depois eleito como deputado no Parlamento Europeu pelo Novo Partido Popular Cristão da Eslovénia, membro do Partido Popular Europeu (EPP), entre 2004 e 2014.
Foi candidato a Presidente da Eslovénia nas eleições de outubro de 2007.